# Crossford (South Lanarkshire)
Crossford ist eine Ortschaft im Norden der schottischen Council Area South Lanarkshire beziehungsweise in der traditionellen Grafschaft Lanarkshire. Sie liegt rund fünf Kilometer nordwestlich von Lanark und sieben Kilometer südöstlich von Wishaw am linken Clyde-Ufer. Am Nordrand mündet der Nethan in den Clyde.

## Geschichte
Westlich von Crossford ließ der Clan Hamilton um 1530 die Burg Craignethan Castle errichten. Königin Maria Stuart hielt sich dort vor ihrer Flucht zu Dumbarton Castle, die zur Schlacht von Langside führte, auf. Mit dem Tower of Hallbar befindet sich ein weiterer, vermutlich im 16. Jahrhundert erbauter Wehrbau in der Umgebung.
In den 1880er Jahren befanden sich zwei Kirchen und eine Poststation in Crossford.
Im Laufe des 19. Jahrhunderts stieg die Einwohnerzahl Crossfords von 431 im Jahre 1841 auf 816 im Jahre 1881 an. Lebten 1961 noch 484 Personen in Crossford, wurden im Rahmen der Zensuserhebung 2011 bereits 674 Einwohner gezählt.

## Verkehr
Die A72 (Galashiels–Hamilton) bildet die Hauptverkehrsstraße Crossfords und schließt die Ortschaft direkt an das Fernstraßennetz an. Die A71 (Edinburgh–Irvine), die A73 (Abington–Cumbernauld) sowie die Autobahn M74 sind innerhalb weniger Kilometer erreichbar.